# ジョヴァンニ・ジョルジ
ジョヴァンニ・ジョルジ（Giovanni Giorgi、1871年11月27日 - 1950年8月19日）は、イタリアの物理学者、電気工学者である。国際単位系（SI）の基礎となるジョルジ単位系を考案した。

## 生涯
ジョルジは1871年11月27日にルッカで生まれた。
ローマ工科大学で工学を学び、1913年から1939年までローマ大学で教鞭をとった。1924年にトロント、1928年にボローニャ、1932年にチューリッヒで国際数学者会議(ICM)の招待講演を行った。
1950年8月19日にリヴォルノのカスティリョンチェッロにおいて78歳で死去した。

## 私生活
ジョルジは、かつての教え子だったラウラ・ピサーティと婚約した。ピサーティは、ジョルジの指導のもとで修士号を取得し、ローマで開かれる第4回国際数学者会議において、女性としては初となる講演を行う予定だった。しかし、講演と結婚の数日前の1908年3月30日に死去した。

## ジョルジ単位系
19世紀末、ジェームズ・クラーク・マクスウェルらにより、従来の「長さ・質量・時間」という3つの基本量だけでは電磁気の量の計測は説明できないこと、論理的・物理的な理由のない不合理な係数が電磁気の方程式に現れることが明らかになった。1901年、ジョルジはイタリア電気学会において、従来のメートル・キログラム・秒を基本単位とするMKS単位系に電磁気の単位のいずれか1つを新たな基本単位として加えることで、不合理な係数の問題が解消されると発表した。
1935年の国際電気標準会議において、ジョルジの提案が「ジョルジのMKS単位系」(M.K.S. System of Giorgi)として採択されたが、どの単位を新たな基本単位とするかを決定することはできなかった。1946年、国際度量衡委員会(CIPM)でアンペアを新たな基本単位とするMKSA単位系が提案され、採択された。1960年、MKSA単位系を拡張し、ケルビンとカンデラを新たに基本単位に加えた国際単位系(SI)が国際度量衡総会で採択された。1971年に7つ目の基本単位モルが加えられた。

## 著作
- (イタリア語) Compendio delle lezioni di meccanica razionale. Roma: Sampaolesi. (1928)
- (イタリア語) Lezioni di fisica matematica. Roma: Sampaolesi. (1928)